# Deddick River
Der Deddick River ist ein Fluss im östlichen Gippsland im australischen Bundesstaat Victoria.

## Verlauf
Er entspringt an den Hängen des Mount Little Bill im äußersten Osten des Snowy-River-Nationalparks. Von seiner Quelle fließt der Deddick River in nördlicher Richtung zur Siedlung Cabanandra und dann nach Nordwesten durch Tubbut bis zur Siedlung Amboyne Crossing. Dort wendet sich der Fluss nach Südwesten, durchfließt die Siedlung Deddick und mündet schließlich beim Mount Bulla Bulla in den Snowy River.